# Блокировка Дональда Трампа в социальных сетях
В январе 2021 года ряд социальных сетей заблокировал аккаунты Дональда Трампа, который оставался главой государства, после того как 6 января этого года в ходе протеста против результатов президентских выборов 2020 года, на которых победил Джо Байден, сторонниками действующего президента Трампа был кратковременно захвачен Капитолий в Вашингтоне.
Руководство крупнейших социальных сетей США решило, что дальнейшее присутствие Трампа на их платформах в качестве американского президента создаёт риск насилия. Вслед за Трампом эти сервисы начали массово блокировать аккаунты его сторонников. В беспрецедентной кампании блокировок приняли участие Twitter, Facebook, Instagram, Reddit, Discord, TikTok, Twitch, Snapchat, YouTube. Также корпорация Amazon прекратила услуги хостинга сервису Parler, популярного у сторонников Трампа, после чего этот сервис стал недоступным для пользователей. В ответ Трамп заявил, что «Нас не заставят замолчать» и анонсировал создание собственной интернет-платформы. На этом фоне резко возросла популярность Telegram, который стал вторым по скачиваемости приложением в США.
Данные события вызвали широкие дискуссии о допустимости цензуры и границах свободы слова. Обозреватели отмечали, что блокировка Трампа социальными сетями продемонстрировала рост политического влияния IT-корпораций.
19 ноября 2022 года новый владелец Twitter Илон Маск запустил на своей странице в социальной сети опрос о разблокировке аккаунта Дональда Трампа, по результатам которого большинство проголосовало за разблокировку. По результатам опроса аккаунт Дональда Трампа в Твиттере был разблокирован.

## Предыстория

### Президентские выборы 2016 года
Дональд Трамп на протяжении многих лет активно использовал социальные сети в своей публичной деятельности и даже заявлял, что им он обязан своей победой на президентских выборах. Во время своей предвыборной кампании в 2016 году он потратил почти вдвое меньше, чем его соперница Хиллари Клинтон: общие расходы на политическую рекламу составили $67 млн у Трампа против $237 млн затрат у кандидата от демократической партии. Этого Трампу удалось достичь благодаря стратегии продвижения преимущественно через социальные сети, а не делая акцент на традиционные телевидение и газеты.
Твиты Трампа становились в три раза более популярными, чем твиты Клинтон.

### На посту президента
Ещё Барак Обама будучи главой государства активно использовал социальные сети, которые сыграли важную роль и в его собственных победах на президентских выборах. Однако Трамп сделал Twitter одним из ключевых каналов поступления информации от американского президента, формирующим национальную и международную повестку. С появлением Трампа на политической сцене Твиттер стал играть центральную роль в глобальной политике.
Твиты Трампа воздействовали и на мировые финансовые рынки. Например, в 2017 году сообщение Трампа обвалило капитализацию корпорации Amazon на $5.7 млрд, когда он написал: «Amazon наносит огромный урон розничным магазинам, которые честно платят налоги. Небольшие населённые пункты, крупные мегаполисы и целые штаты по всей территории США терпят убытки — потеряно огромное число рабочих мест». В 2019 году твит американского президента о введении новых пошлин на китайские товары привёл к резкому падению американских и азиатских фондовых индексов. В 2020 году твит Трампа спровоцировал рост цен на нефть.
Американский лингвист Джордж Лакофф отмечал, что хотя твиты Трампа зачастую абсурдны, противоречивы и запутаны, и может показаться, что Трамп пишет первое что приходит в голову, однако «Трамп использует социальные сети как оружие, позволяющее контролировать новостной поток». С помощью своих твитов Трамп часто успешно отвлекал внимание общественности от неудобных для себя тем.
Ни один из глав государств мира не уделял Твиттеру столько внимания, сколько Трамп. К февралю 2020 года Трамп опубликовал около 49 тысяч твитов. Трамп твитил во второй половине 2020 года в среднем 34,8 раза в день. Популярность Трампа в Twitter помогла соцсети улучшить своё финансовое положение, ведь в течение 2010-х гг. она находилась в стагнации, столкнувшись с рядом проблем, начиная от отсутствия инноваций и недостаточной безопасности аккаунтов, заканчивая провалами в конкуренции с Инстаграм.
По данным агентства Bloomberg за август 2017 года, если бы Трамп тогда перестал писать в Твиттер, то рыночная стоимость компании снизилась бы почти на $2 млрд. К лету 2019 года около 20 % американцев, которые пользовались Twitter, были подписаны на аккаунт Дональда Трампа.
Журналисты неоднократно заявляли, что высказывания американского президента могут нарушать правила Twitter, которые запрещают оскорблять других пользователей и призывать к насилию, однако социальная сеть долгое время не предпринимала в отношении Трампа никаких действий. В 2017 году Twitter заявил, что у компании есть внутренний регламент, который запрещает удалять «информационно значимые» твиты даже в том случае, если они могут нарушать правила сервиса.
В июле 2017 года семеро истцов при поддержке правозащитного института при Колумбийском университете подали иск против Трампа в Манхэттенский окружной суд за то, что президент США заблокировал их в своём Twitter. Они ссылались на Первую поправку к Конституции США и утверждали, что президент не может блокировать их в своём аккаунте, так как это нарушает их право на свободу слова. В мае 2018 года суд согласился с доводами истцов, признав Twitter Трампа «общественным публичным форумом», который должен быть открыт для всех граждан США, и запретил ему банить пользователей на основе их политических убеждений. Юристы Трампа пытались обжаловать это решение, говоря о том, что Трамп использовал свой аккаунт «только для личных нужд», и поэтому имел право блокировать пользователей по своему усмотрению. Однако апелляционный суд в Нью-Йорке с этим не согласился и в июле 2019 года постановил: «Мы заключаем, что существует огромное количество доказательств официальной природы аккаунта, а также считаем, что раз президент выбрал эту платформу и открыл интерактивное пространство миллионам пользователей, он не может выборочно исключать тех, с чьими взглядами он не согласен».
Достоверность многих твитов Дональда Трампа неоднократно ставилась под сомнение.
В июне 2017 года член Палаты представителей от Демократической партии Майкл Куигли зарегистрировал так называемый «акт о COVFEFE», который классифицирует посты президента в социальных сетях как «президентские записи», поэтому они согласно законопроекту должны храниться и вноситься в Национальный архив США. Куигли отметил: «Если президент собирается обратиться к социальным сетям, чтобы провозгласить неожиданные публичные политические прокламации, мы должны обеспечить, чтобы эти заявления были задокументированы и сохранены для дальнейшего использования. Твиты сильны, и президент должен нести ответственность за каждый пост».

#### Использование Twitter во внешней политике
Его резкие и неожиданные заявления на этом сервисе оказывали серьёзное влияние на международную обстановку, став инструментом «твиттер-дипломатии». Госсекретарь США Майк Помпео утверждал, что твиты Трампа являются «невероятно эффективным» средством коммуникации, так как позволяют «быстро получать реакцию от мировых лидеров». В то же время отмечалось, что зачастую сам Трамп и его администрация делали противоречащие друг другу заявления из-за того, что американский президент не координировал свои сообщения с Госдепом, а писал их напрямую в Twitter, что лишь усиливало мировую напряжённость. Так, во время корейского кризиса Трамп обещал «полностью уничтожить КНДР». После того как в новогоднем обращении к своим гражданам правитель Северной Кореи Ким Чен Ын отметил, что у него «на рабочем столе всегда находится ядерная кнопка», Трамп написал: «Может кто-то из его нищего и голодающего режима передать ему, что у меня тоже есть ядерная кнопка, и она куда больше и мощнее, чем его, и она работает!». Трамп также в Twitter называл Ким Чен Ына «человеком-ракетой» и «жирным коротышкой». В Северной Корее даже заявляли, что Трамп через Твиттер объявил Пхеньяну войну. Во время катарского дипломатического кризиса Трамп также сделал ряд неоднозначных твитов, осложнивших переговоры. Во время обострения сирийского конфликта в апреле 2018 он называл президента Сирии Башара Асада «животным, убивающим своих же людей химическим оружием», угрожая нанести по нему ракетные удары. Трамп с помощью Twitter также пытался наладить российско-украинские отношения. Даже пребывая в Китае Трамп продолжал использовать там Twitter, несмотря на то, что эта соцсеть как и многие другие западные интернет-сервисы заблокированы в КНР. В 2019 году Трамп через Twitter предложил председателю КНР Си Цзиньпину провести переговоры о протестах в Гонконге.

#### Использование Twitter во внутренней политике
В ответ на критику в чрезмерном использовании социальных сетей Трамп заявлял, что он «современный президент» и он использует возможность прямого общения с широкой публикой, минуя традиционные СМИ. Отмечалось, что Трамп с помощью соцсетей выстраивает себе имидж обычного человека, выкладывая фотографии своей повседневной жизни.
Одной из любимых тем Трампа в Twitter было обвинение ведущих американских СМИ в распространении ложной информации. Он писал: «CNN, NBC, CBS и ABC? А как же New York Times и Washington Post? Все это фейковые новости!». Трамп утверждал, что «фейковые СМИ пытаются заткнуть нам рот, но мы не позволим им этого сделать» и «фейковые СМИ пытались помешать нам прийти в Белый дом. Но я — президент, а они — нет». Он критиковал CBS за «помойный журнализм», а издание Buzzfeed назвал «разваливающейся кучей мусора». В одном из твитов Трамп заявил: «Подумываю сменить название #ФейковыеновостиCNN на #ЛживыеновостиCNN!». Однажды Трамп даже провёл в Твиттере шуточный конкурс на получение «премии за фейковые новости», победителем которого объявил The New York Times, а в тройку «фейковых СМИ» по версии Трампа также вошли ABC News и CNN.
Летом 2019 года Трамп анонсировал в Твиттере депортацию из США миллионов нелегальных мигрантов.

#### Обвинения Дональда Трампа в расизме из-за сообщений в социальных сетях
Президента Трампа неоднократно обвиняли в разжигании расистских настроений своими твитами. Например, 29 ноября 2017 года он ретвитнул три антимусульманских видеоролика британской ультраправой организации Britain First. Это вызвало резкую реакцию в британских политических кругах, в том числе осуждение со стороны британского премьер-министра Терезы Мэй. В 2019 году Трамп в своём Твиттере написал, что четырём женщинам-членам конгресса (Александрии Окасио-Кортес, Рашиде Тлаиб, Айанне Прессли и Ильхан Омар), «следует вернуться в страны, откуда они приехали» и «помочь навести порядок в „полностью разрушенных и заражённых преступностью местах“». Данное заявление было осуждено в специальной резолюции Палаты представителей США, а её спикер Нэнси Пелоси назвала слова Трампа «ксенофобией».
В мае 2020 года после начала массовых беспорядков после гибели Джорджа Флойда, которые сопровождались погромами, поджогами и грабежами магазинов, кафе, аптек и других заведений, Трамп написал твит со словами: «Когда начинается мародёрство, начинается стрельба» (англ. When the looting starts, the shooting starts). Twitter счёл этот твит восхваляющим насилие и его заблокировал. Соратники Трампа тогда отметили: «Twitter цензурирует президента США, но не китайских коммунистов. Что-то не сходится» и «Мы всегда знали, что Кремниевая долина будет бороться с Трампом». В то же время глава Facebook Марк Цукерберг отказался предпринимать какие-то действия в отношении аналогичного сообщения Трампа в своей сети, при этом отметив, что политика соцсети предусматривает максимальную свободу самовыражения. Позиция Цукерберга вызвала критику внутри самой компании Facebook причём со стороны как рядовых сотрудников, так и высокопоставленных менеджеров, которые требовали «немедленно удалить публикацию президента, пропагандирующую насилие, убийство и неизбежную угрозу темнокожим».
28 июня 2020 года Дональд Трамп сделал репост видео, на котором один из его сторонников выкрикивал «Белая сила!» (англ.  White Power), которое за первые два часа посмотрели около двух миллионов пользователей. Этот лозунг ассоциируется в США с идеологией превосходства белой расы. Это вызвало обширную критику, а единственный на тот момент чернокожий сенатор-республиканец США Тим Скотт назвал этот пост оскорбительным и призвал его удалить. Вскоре пост был удалён, а пресс-служба президента заявила: «Он не услышал на видео выкрика». Это происходило на фоне продолжающихся массовых протестов против расизма, проходивших под лозунгом BLM. Сам лозунг BLM в одном из своих твитов Трамп называл «символом ненависти».
В своём Твиттере Дональд Трамп неоднократно грозил признать ультралевую группировку Антифа «террористической организацией», обвиняя её в организации беспорядков в американских городах, чем вызывал бурные споры в социальных сетях. Летом 2020 года Facebook заблокировал политическую рекламу предвыборного штаба президента Дональда Трампа, содержавшую символ, использовавшийся в нацистской Германии для обозначения левых активистов в концлагерях. В ответ в штабе Трампа заявили, что в посте упоминалось предложение президента объявить Антифа террористической организацией, а члены Антифа сами используют этот символ для обозначения своей причастности к данному движению.
Летом 2020 года Snapchat исключила профиль Дональда Трампа из раздела рекомендованных аккаунтов. На тот момент в Snapchat у Трампа было более 1.5 млн подписчиков. В компании заявили, что она не желает «поддерживать голоса, которые возбуждают расовую ненависть и несправедливость». Это решение было принято после того, как Трамп заявил, что если сторонники BLM прорвутся на территорию Белого дома, их «встретят злобные псы и грозное оружие».

#### Заявления Дональда Трампа в социальных сетях о коронавирусе
Когда в октябре 2020 года Трамп заявил, что «грипп опаснее коронавируса», Твиттер пометил данный твит как дезинформацию, а Фейсбук удалил аналогичный пост.

### Президентские выборы 2020 года
После проведения президентских выборов 3 ноября 2020 года, на которых победил кандидат от партии демократов Джо Байден, Трамп неоднократно заявлял о «фактах мошенничества» в ходе подсчёта голосов. Эти сообщения в аккаунтах Трампа и его избирательного штаба социальные сети начали помечать как «недостоверные». В декабре Twitter запретил подписчикам президента ставить «лайки» под некоторыми его сообщениями, которые были обозначены как «спорные». В частности, эти ограничения касались постов главы Трампа с критикой решения Верховного суда США, который отказался принять иск об аннулировании результатов голосования в ряде штатов.
Уже после выборов в ноябре 2020 года Facebook из своей сети удалил популярное сообщество сторонников Трампа Stop the Steal. В компании заявили: «Эта группа занимается делегитимизацией избирательного процесса, отдельные её члены призывают к насилию, что вызывает у нас тревогу».

### Политика социальных сетей относительно сторонников Трампа
Сторонники Дональда Трампа неоднократно жаловались, что социальные медиа обычно поддерживают их политических оппонентов, из-за чего подвергают их цензуре и несправедливо обвиняют в экстремизме. Так, летом 2020 года их недовольство вызвала блокировка на площадке Reddit более 800 тысяч человек из числа сторонников Трампа. Сама компания объяснила свои действия общим ужесточением правил пользования сайтом.
Когда осенью 2020 года Facebook и Twitter начали активно блокировать сторонников Трампа на своих платформах за «распространение дезинформации» о ходе выборов и «травлю сотрудников избирательных комиссий», стала резко набирать популярность социальная сеть Parler, которая в ноябре 2020 года даже на короткое время стала самым скачиваемым приложением в США. Хотя сам Дональд Трамп не завёл на этой площадке свой аккаунт, но в Parler начали вести свою деятельность ряд влиятельных фигур американского консервативного движения, такие как сенатор от штата Техас Тед Круз и ведущий телеканала Fox News Шон Хэннити.

## Блокировки Трампа и его соратников в январе 2021 года

### Захват Капитолия сторонниками Трампа
6 января 2021 года проходило совместное заседание сенаторов и членов Палаты представителей США для утверждения победы Джо Байдена на выборах президента осени 2020 года. Одновременно с этим проходил масштабный митинг в поддержку Трампа в Вашингтоне, в ходе которого действующий президент США заявил: «Мы никогда не сдадимся, мы никогда не признаем поражение». После чего толпа его сторонников на непродолжительное время захватила Капитолий, что привело к гибели нескольких человек и срыву процедуры утверждения итогов президентских выборов.
Накануне Трамп в своём Твиттере писал: «Фальсификации на выборах более чем достаточны для объявления победителем Трампа. Статистически невозможно проиграть выборы 2020 года. Большой протест будет в Вашингтоне 6 января. Будь там, будь яростным!».
Политические оппоненты Трампа обвинили «в подстрекательстве к мятежу» и запустили процедуру его второго импичмента. При этом сам Трамп заявил о том, что он юридически «сражался за американскую демократию». Он подчеркнул необходимость реформировать американскую избирательную систему, выразил уверенность, что все его слова 6 января были «абсолютно уместны», а также подчеркнул, что «демонстранты, проникшие в Капитолий, осквернили основы американской демократии» и должны заплатить за это. Также действующий президент отметил необходимость сосредоточиться на «гладкой и безупречной» передаче власти Байдену.

### Реакция социальных сетей на события 6 января

#### Twitter
7 января 2021 года на фоне «беспрецедентной жестокой ситуации в Вашингтоне» Твиттер заблокировал личный аккаунт действующего президента США Дональда Трампа на 12 часов, потребовав удалить три твита, «нарушающих политику» компании. 8 января 2021 года после отказа Трампа выполнить эти требования и публикации им новых твитов о том, что он «не допустит неуважения к миллионам своих избирателей» и «не пойдёт на инаугурацию Байдена», Твиттер бессрочно заблокировал его учётную запись. Социальная сеть объявила, что навсегда закрыла доступ к странице Трампа, на которую на тот момент было подписано около 88 миллионов подписчиков, и которая являлась одним из самых популярных блогов этой сети. Своё решение компания объяснила «продолжающейся напряжённостью в США», добавив, что «высказывания президента могут использоваться для мобилизации, в том числе для призывов к насилию». Компания также отметила, что в Twitter и на других платформах «уже распространяются планы будущих вооружённых протестов», в том числе планы второго нападения на Капитолий США и капитолии штатов 17 января.
После этого Трамп воспользовался официальным аккаунтом президента США, чтобы заявить, что Твиттер «не заставит его молчать», обвинил соцсеть в «сговоре со своими политическими оппонентами» и «нарушении свободы слова», а также сообщил о планах создать собственную платформу для общения со своими сторонниками в качестве альтернативы Твиттер. Через несколько минут это сообщение было удалено. Однако Твиттер решил оставить Трампу президентский аккаунт до 20 января, дня истечения его полномочий главы государства, после чего передать контроль над аккаунтом новому президенту Байдену. Любые сообщения, публикуемые Трампом в официальном президентском аккаунте, удалялись. После того, как аналогичное сообщение было опубликовано с аккаунта предвыборного штаба Трампа, Твиттер заблокировал эту учётную запись, пообещав блокировать любой используемый Трампом аккаунт сети.
В январе 2021 года Твиттер также заблокировал свыше 70 тысяч аккаунтов сторонников Трампа по обвинению в распространении теорий заговора. Среди прочих заблокировали бывшего советника президента США по национальной безопасности республиканца генерала Майкла Флинна и адвоката Трампа Сидни Пауэлл за распространение конспирологической теории QAnon. 17 января Twitter заблокировал члена Палаты представителей США Марджори Тейлор Грин, собиравшуюся инициировать импичмент Джо Байдена в первый день после его инаугурации и известную своей приверженностью различным теориям заговора, в том числе QAnon и Пиццагейт.
Блокировки коснулись и других известных республиканцев, например, Раша Лимбо — популярного радиоведущего США с 15 млн слушателей, и Рона Пола — одного из неформальных лидеров ультраконсервативного Движения чаепития.
13 января Дональд Трамп, используя официальный Твиттер-аккаунт Белого дома, выложил видеообращение, в котором заявил: «Попытки цензурировать, „отменять“ и вносить в чёрные списки наших сограждан неправильны и опасны», добавив, что «в нынешнее напряжённое и сложное время необходимо попытаться услышать друг друга, а не заставлять оппонентов замолчать».

#### Другие IT-компании
В Facebook число подписчиков Дональда Трампа насчитывало около 35 млн, в Instagram — почти 25 млн. 7 января эти сервисы заблокировали аккаунты Трампа бессрочно, при этом Марк Цукерберг отметил, что сохранится блокировка как минимум на две недели, до инаугурации нового президента. Facebook также запретил организовывать мероприятия в день инаугурации Байдена
вблизи Белого Дома и Капитолия в Вашингтоне, а также возле местных зданий капитолиев в штатах, предупредив, что может ввести и дополнительные меры в случае необходимости, например ограничить видеотрансляции. Цукерберг заявил: «Мы позволили президенту Трампу использовать нашу платформу в соответствии с нашими собственными правилами, иногда удаляя контент или помечая его сообщения, когда они нарушают наши правила. Мы делали это, потому что считаем, что общественность имеет право на максимально широкий доступ к политическим высказываниям, даже спорным. Но нынешний контекст принципиально другой, и он связан с использованием нашей платформы для подстрекательства к насильственному восстанию против демократически избранного правительства».
Стриминговый сервис Twitch, принадлежащий Amazon, заблокировал аккаунт Трампа, заявив: «В свете вчерашней шокирующей атаки на Капитолий мы отключили канал президента Трампа в Twitch. Учитывая нынешние чрезвычайные обстоятельства и подстрекательскую риторику президента, мы считаем, что это необходимый шаг для защиты нашего сообщества и предотвращения использования Twitch для разжигания дальнейшего насилия». Отмечалось, что ещё летом 2020 года Twitch была одной из первых платформ, которая временно заблокировала канал Трампа за «враждебные высказывания» о действиях активистов BLM, заявив, что политики должны соблюдать правила сервиса.
Discord заблокировал сервер The Donald, при этом заявив, что хотя у неё нет доказательств использования сервера для организации беспорядков, он «открыто связан с онлайн-форумом», где якобы публиковались призывы к вооружённому восстанию. Reddit заблокировал крупнейший сабреддит сторонников Трампа r/DonaldTrump под предлогом того, что сообщество после событий в Капитолии неоднократно нарушало политику площадки, запрещающую пропаганду насилия и его поощрение. Хостинг изображений Pinterest и китайская социальная сеть TikTok ограничили использование хештэгов с поддержкой Трампа, вроде «прекратите воровство» (англ. #StopTheSteal) и «штурм Капитолия» (англ. #stormthecapitol). Трампа также заблокировал Snapchat.
Видеохостинг YouTube заморозил канал Трампа, заявив что недавно опубликованное видео на канале президента «спровоцировало насилие». Видеосервис также заблокировал канал бывшего помощника Трампа Стива Бэннона.
Сервисы электронных платежей Stripe и PayPal, а также краудфандинговая платформа
GoFundMe в январе заблокировали Трампу и его сторонникам возможность собирать пожертвования. Канадская компания Shopify, которая занимается разработкой программного обеспечения для онлайн и розничных магазинов, прекратила сотрудничество с магазинами, продававшие символику Трампа.
Также корпорации потребовали от социальной сети Parler, популярной у сторонников Трампа, ужесточить модерацию, на что та отказалась. После этого приложение Parler Apple удалила из App Store, а Google из Play Store. В свою очередь Amazon прекратила услуги хостинга этому сервису, из-за чего он стал недоступным для пользователей.

#### Telegram
Вследствие этих событий сторонники Трампа начали переходить на альтернативные платформы для общения, среди которых — американские соцсети Gab и MeWe, мессенджер Signal, канадский видеохостинг Rumble. Так, по данным New York Times, в Signal переместилась ультраправая группировка Boogaloo bois. Однако особенно резко возросла популярность Telegram, который стал вторым по скачиваемости приложением в США. Трамписты стали быстро создавать на сервисе свои сообщества, и там даже возникло несколько фейковых «каналов Трампа». При этом на Западе репутация мессенджера уже была неоднозначной, в частности его ранее обвиняли в том, что сервис слишком лоялен к ультраправым и неонацистам, однако серьёзных последствий для Telegram это не имело.
C 9 по 12 января количество пользователей этой сети выросло на 25 миллионов человек. Как сообщил основатель Telegram Павел Дуров, среди новых пользователей, открывших свои каналы в Telegram, — девять руководителей государств, однако среди них не было Дональда Трампа. Дуров подчеркнул: «Для нас большая честь, что политические лидеры, а также многочисленные общественные организации полагаются на Telegram для борьбы с дезинформацией и распространения информации о важных проблемах».
Также Дуров, который давно позиционировал себя в качестве борца с цензурой, заявил: «Дуополия Apple и Google представляет собой гораздо большую проблему для свободы, чем Twitter… Apple является более опасной из двух, потому что она может полностью ограничить, какие приложения вы используете, в то время как на Android вы можете устанавливать собственные приложения в виде APK. Вот почему я призываю пользователей перейти с iOS на Android — это меньшее, что можно сделать, чтобы сохранить доступ к свободному потоку информации».
18 января 2021 года американская некоммерческая организация «Коалиция за безопасный Интернет» (англ. Coalition for a Safer Web) обратилась в окружной суд Калифорнии с требованием обязать Apple удалить из App Store приложение Telegram. Организация заявила, что аналогичный иск планирует подать и к Google. По словам президента НКО Марка Гинсберга, бывшего посла США в Марокко, в Telegram распространяется антисемитский, расистский и неонацистский контент, что нарушает правила App Store, однако мессенджер этому не препятствует. Также в иске утверждается, что Telegram не пресёк экстремистские высказывания после штурма Капитолия. Гинсберг заявил, что Telegram как средство «распространения ненависти» выделяется даже «по сравнению с Parler».

## Последствия

### Экономические последствия
Рыночная капитализация Facebook и Twitter после блокировки Трампа снизилась на 44 миллиарда долларов.

### Реакция американских политиков
Действующий Госсекретарь США Майкл Помпео заявил: «Подавление самовыражения — опасно и не по-американски. К сожалению, левое политическое крыло прибегает к этому не впервые: они предпринимали действия, чтобы подавить оппонирующие им мнения, в течение нескольких лет… Мы не должны позволять им заглушать мнения 75 млн американцев [проголосовавших за Трампа]. Тут не режим китайской Коммунистической партии.»
Сенатор США Линдси Грэм заявил: «Twitter может забанить меня за это, и я приму свою судьбу, однако ваше решение забанить Президента Трампа является серьёзной ошибкой. Аятолла может писать твиты, а Трамп не может. Собственно, это многое говорит о тех, кто управляет Twitter… Эти компании — единственные в Америке, которые неподсудны за свои действия. И лишь потому, что Конгресс даёт им такую защиту.»
Старший советник Президента Трампа Джейсон Миллер заявил, что решение о блокировке Президента США в Твиттер «отвратительно» и предостерёг подписчиков: «Если вы думаете, что они не придут за вами в следующий раз, вы ошибаетесь».
Республиканец Дональд Трамп (младший) заявил по поводу блокировке отца: «Мы живём в „1984“ Оруэлла. В Америке больше нет свободы слова. Это абсолютное безумие.»

### Реакция зарубежных государств
Канцлер Германии Ангела Меркель заявила, что решение соцсетей блокировать аккаунты Президента США Трампа является сомнительным: «Лишение права на свободу слова может быть только результатом решения законодательных органов, а не руководства частных компаний, которые управляют социальными сетями».
Турецкий лидер Реджеп Эрдоган назвал произошедшее «цифровым фашизмом».
Официальный представитель МИД России Мария Захарова заявила, что решение американских интернет-платформ заблокировать аккаунты Президента Трампа нанесло удар по декларируемым Западом демократическим ценностям. Для его вынесения платформам не понадобились ни вердикт суда, ни мнение какой-либо профильной структуры по этике.
Зам.главы Совета безопасности России Дмитрий Медведев заявил, что социальные сети развернули против действующего Президента США Трампа «информационную войну без правил» и что американские технологические корпорации, «почувствовав вкус к власти, позволили себе свободно манипулировать новостями и фактами, исходя из своих политических предпочтений… Что это, как не оголтелая цензура?.. И что это, если не призрак цифрового тоталитаризма, который постепенно заполняет собой общество. Лишает его (а потенциально — весь мир) возможности объективно ориентироваться в происходящем.»
Медведев напомнил, что во время подсчёта голосов после президентских выборов в США посты Трампа в Twitter сначала были отмечены как неблагонадёжные, затем скрыты для чтения, затем его аккаунты в соцсетях с общим числом подписчиков 200 млн человек были заблокированы.
Еврокомиссар Европейской Комиссии Тьерри Бретон считает, что акции протеста в Капитолии и отключение аккаунтов президента Трампа в социальных сетях демонстрируют изменение роли цифровых платформ в жизни людей:
«Точно так же, как 11 сентября 2001 года ознаменовало смену парадигмы глобальной безопасности, 20 лет спустя мы становимся свидетелями изменения роли цифровых платформ в нашей демократии… Тот факт, что генеральный директор компании может отключить рупор Президента без сдержек и противовесов, вызывает недоумение. Это не только подтверждение мощи этих платформ. Это показывает, как слабо наше общество организовано в цифровом пространстве.»
Министр экономики и финансов Франции Брюно Ле Мэр раскритиковал решение Twitter заблокировать аккаунт Президента Трампа, заявив, что так называемая цифровая олигархия является угрозой для государств и демократий и что регулирование цифровых гигантов должно осуществляться властями, народом и правосудием.
Министр экологии Франции Барбара Помпили заявила, что «понимает реакцию социальных сетей, но сильно сомневается относительно действий Twitter и что пожизненная блокировка Трампа не может быть нормальной реакцией. Единоличное решение соцсети закрыть аккаунт не может быть нормой.».

### Создание Трампом собственной социальной сети
После запретов Трамп начал искать альтернативные платформы. В конечном итоге Трамп создал свой собственный блог, чтобы делиться контентом, аналогичному тому, что он ранее публиковал в Твиттере. После плохой посещаемости, он закрыл блог вскоре после его запуска.
В июле 2021 года команда Дональда Трампа объявила о запуске новой платформы — Gettr, похожей на Twitter. Она позиционируется как альтернатива крупным коммерческим соцсетям. В качестве своей миссии проект провозгласил «продвижение здравого смысла, защиту свободы слова, борьбу с монополиями социальных сетей и создание настоящего рынка идей».
В октябре 2021 года было объявлено, что Трамп совместно с компанией «Trump Media & Technology Group» запустит новую социальную сеть под названием «Truth Social». Платформа начнёт работу в качестве ограниченной бета-версии на iOS в ноябре 2021 года до своего полного публичного запуска в 2022 году.